# 毛記葵涌

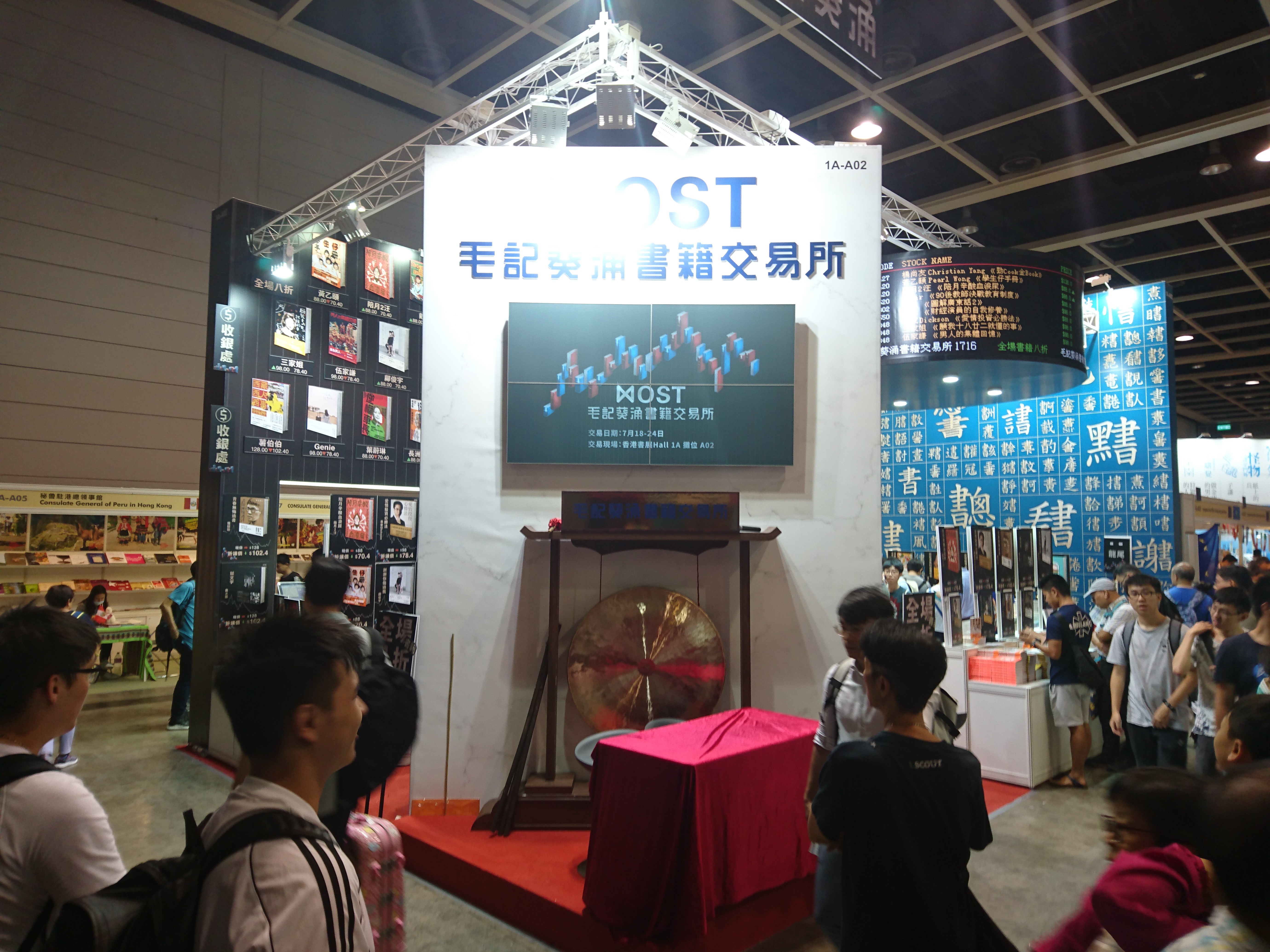
毛記葵涌於2018年香港書展首次以「毛記葵涌」名義參展

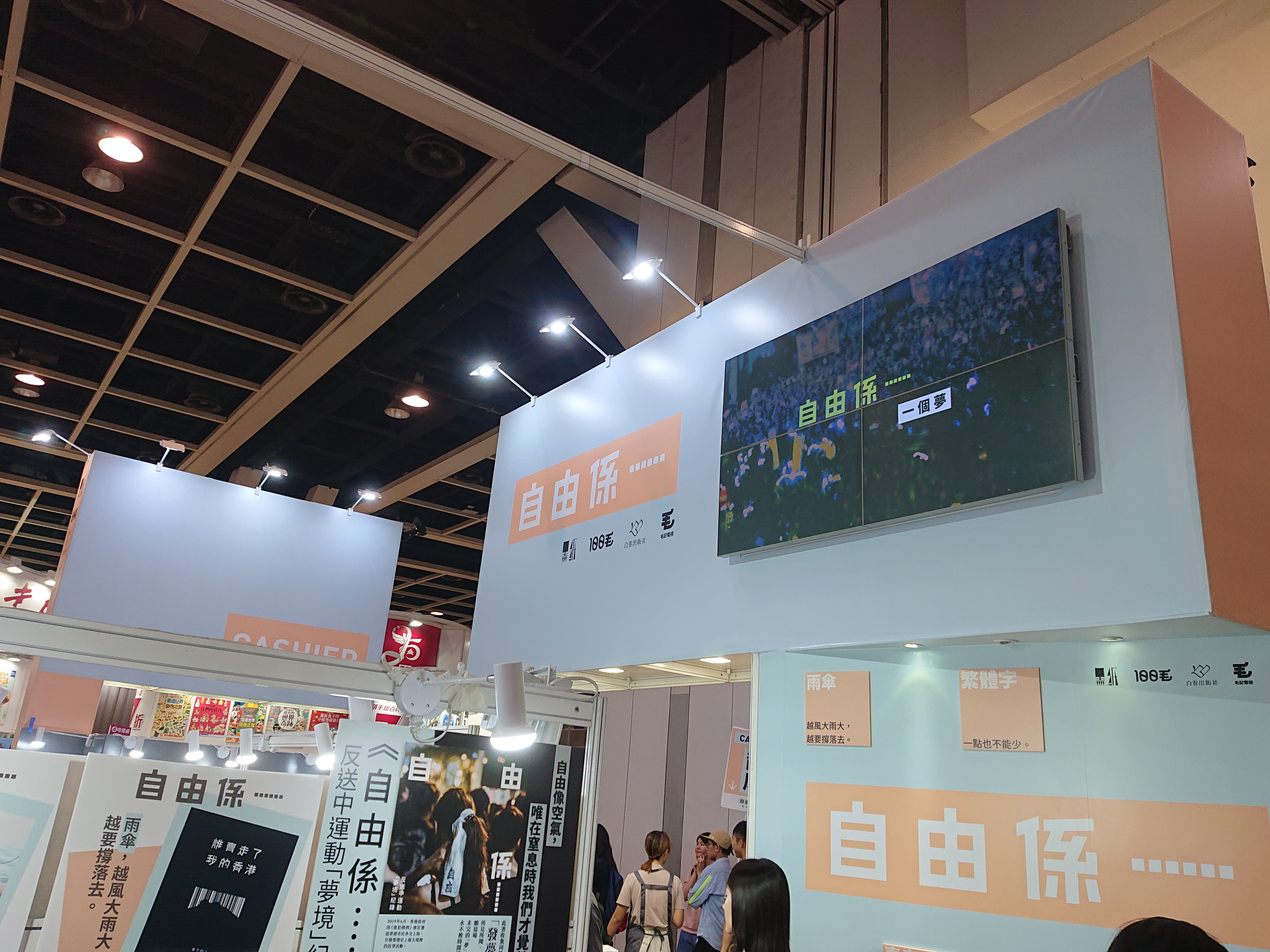
毛記葵涌於2019年香港書展未有再以「毛記葵涌」名義參展

毛記葵涌有限公司（港交所：1716）是一間香港傳媒公司，主要業務有雜誌《100毛》以及網絡媒體《毛記電視》等，旗下媒體的內容以惡搞方式諷刺時弊為主。在2017年7月26日申請於香港聯合交易所主版上市。根據上市文件，截至2017年3月底止，公司在2015至17年度都錄得盈利，全年收入為9522.8萬元。林日曦、陳強、阿Bu透過持股各三分一的黑紙有限公司，持有毛記葵涌90%股權，其餘的10%股權由經營《明報》的世界華文媒體持有。不過事隔半年仍未成功獲聯交所上市部通過，上市申請已經在2018年1月23日失效；到1月29日再次遞交上市申請並成功，預定3月28日上市，港交所編號1716，同月16日起招股，首日招股超額認購1,200倍。最後公開發售部份錄得超額認購約6,288倍，打破2014年上市的Magnum（港交所：2080，現稱奧克斯国际）超購3,558倍的記錄。其中認購一手2000股中籤率僅0.8%。
公司在首日掛牌曾高見11.76元，較招股價1.2元升8.8倍。公司發言人阮文泰（藝名：專家Dickson）回應記者提問時，稱對公司上市及股價表現感驚喜，但沒有評論未來股價走勢及公司發展計劃。
2018年7月12日，該公司旗下《100毛》雜誌，由印刷版刊發，改為數碼版，意味著為最後一期印刷版本。

## 公司架構
公司主要業務可分作3部份，包括數碼媒體服務，佔總收入78.2%，而印刷媒體業務則佔收入約1成。公司亦有負責藝人管理及活動策劃，現時有17名簽約藝人。公司在2016年有63名員工。

### 董事局
- 主席兼執行董事：姚家豪
- 執行董事兼合規主任：陳強
- 獨立非執行董事：林夕
- 獨立非執行董事：何光宇
- 獨立非執行董事：梁延育
- 公司秘書：羅泰安

### 其他高層
- 總經理：梁海蕊
- 創作總監：徐璋霖
- 美術總監：元金盛
- 營運總監：馮振超[8]

## 旗下業務及刊物

### 刊物
- 《黑紙》（2009年7月創刊，2017年後未有推出期刊）
- 《100毛》（2013年3月創刊，2018年7月12日轉為網上版）
- 「白卷出版社」（2013年5月成立）

### 媒體服務業務
- 《總經理人有限公司》（2014年成立）
- 《毛記電視》（2015年成立）
- 《Mosic》（唱片公司）
- 《毛記影視娛樂》（電影公司）
- 《100模》（模特兒公司）
- 《French Rotational》（廣告公司）
- 《Grandmother》（廣告公司）
- 《Pomslabel》

### 餐廳
2018年12月31日，毛記以約250萬元收購「渣哥一九九六」的49%已發行股本。

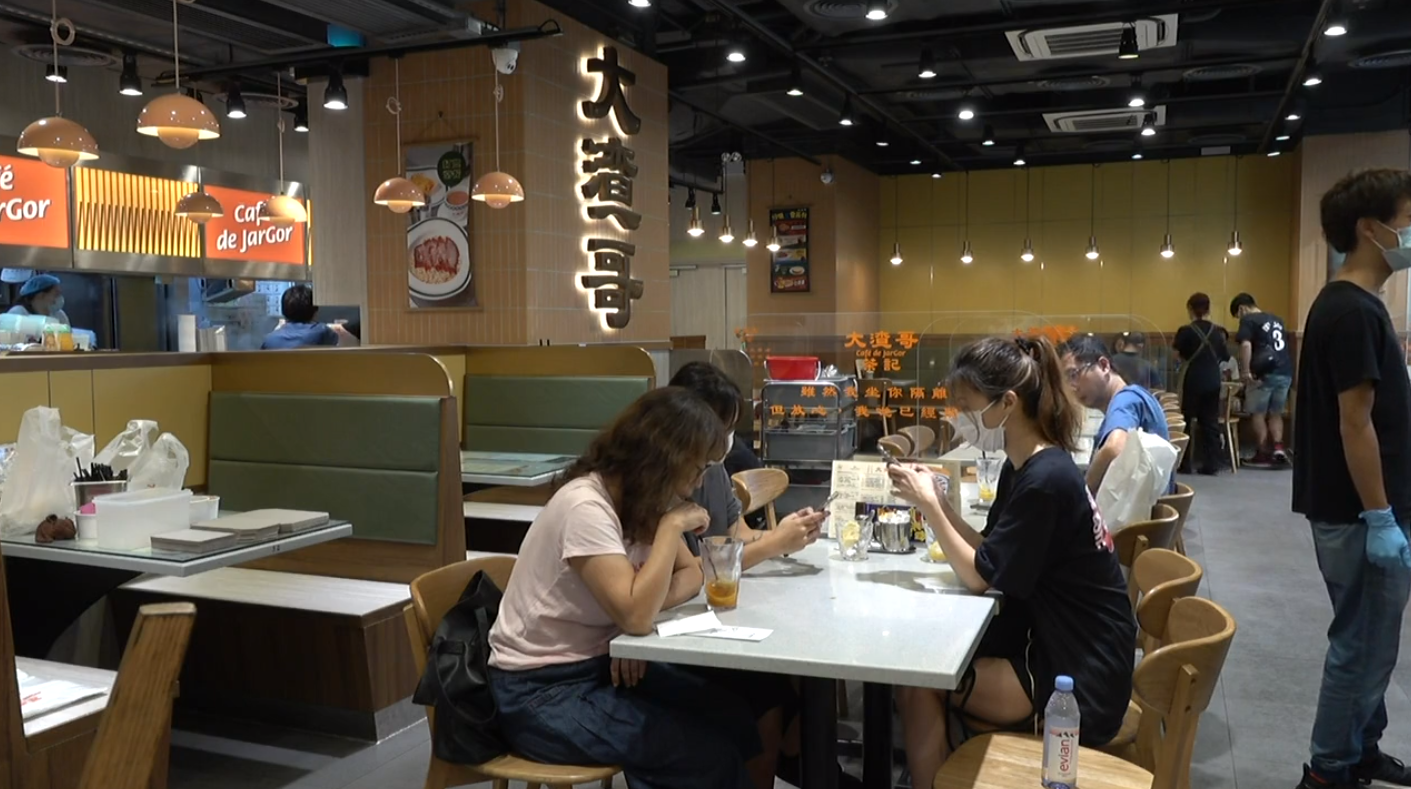
位於九龍灣的大渣哥茶記茶餐廳

- 小食店「渣哥一九九六」
- 連鎖餐廳「大渣哥茶記」

### 醫療
- 物理治療診所Uuush Group （附屬公司於2019年10月2日，以作價約110萬元收購諾力物理治療中心）

### 招聘平台
- ‘Sick Leave Tomorrow’

### 網購
- Mofargo[10]
- 吊命賣物所 Hangman Outlet
- Bad limited

### 私人公司
- ‘Number Eighteen’

## 軼聞
毛記葵涌的名稱在公司上市前參考了和記黃埔而起，仿效和記將一個香港地名放在公司品牌後面。